# Njiva
Njíva je del zemljišča za gojenje kulturnih in krmnih rastlin. Njive na manjših površinah so lahko ograjene z živimi mejami ali kamenimi ograjami na kraških tleh, kjer jih ščitijo pred erozijo vetra. Na ravninskih področjih so zaradi strojne obdelave njiv opustili ograjevanje. Velike njivske površine in monokulturni posevki ter zasaditve različnih kulturnih rastlin so povzročile množično razširjanje raznih škodljivcev in zajedavcev rastlin. Posledica takšnih njiv je bila množična uporaba kemičnih sredstev za zaščito rastlin in zastrupljanje zemlje, pridelkov in naravnega okolja. Njive v hribovitem svetu morajo biti urejene v terasah, skrbno morajo paziti na odvodnjavanje in kolovoze da ne prerežejo pri oranju zemljine, kar bi sprožilo plaz.